# Цезарь-Инсарова, Евгения Юльевна
Евгения Юльевна Цезарь-Инсарова (прим. 1860 - ?) - артистка оперы, обладающая сопрано. 

## Карьера
В 1883 году окончила Петербургскую консерваторию по классу Камилло Эверарди. После выступала в музыкальном драматическом кружке любителей театра Кононова. Позже была известной исполнительницей в Казанской опере (до 1886 года), в Тифлисе (1886-1890 гг.), а также в Петербурге в Панаевском театре, в Одессе и Екатеринбурге.  После 1887 года гастролировала в Лондоне и Манчестере. Пела под управлением К. Зике, М. Иплолитова-Иванова. Выступала на одной сцене с Ю. Закржевским, В. Любимовым, М. Медведевым, И. Прянишниковым, Е. Рядновым, Ю. Шакуло.

## Известные партии
- Татьяны (в опере "Евгений Онегин" в Петербурге);
- Агнессы Сорель (в "Орлеанская дева" в Тифлисе);
- Антонида, Тамара ("Демон" А. Рубинштейна);
- Маргарита ("Фауст");
- Аида, Микаэла.

Партия Татьяны была признана лучшей партией Евгении, и сама Цезарь-Инсарова была отмечена как лучшая исполнительница этой роли.